# Abismo (religião)
Na religião, um abismo, um poço sem fundo, uma fenda que pode levar ao submundo ou o inferno.
Na Septuaginta, ou versão grega da Bíblia hebraica, a palavra representa, tanto a criação original inacabada em Gênesis e o hebraico tehom ("a afluência de água profunda"), que é usado também na literatura apocalípticas e cabalísticas e no Novo Testamento para o inferno, o lugar de punição; na versão Revisada da Bíblia "abismo" é geralmente utilizado para esta ideia. Principalmente na cosmografia da Septuaginta a palavra é aplicada tanto para as águas sob a terra, que originalmente a cobriu, e para as nascentes e os rios que fornecem as águas do firmamento, que foram considerados como intimamente ligado com os que estão abaixo.
No Salmos 42:7, "um abismo chama outro abismo"  (referindo-se às águas) traduzido para o latim como "Abyssus abyssum invocat", desenvolvendo o tema do anseio da alma por Deus. Cassiodorus se relaciona com esta passagem para o mútuo testemunho dos dois Testamentos, o Antigo Testamento predizendo o Novo, e o Novo Testamento, cumprindo o Velho.
Uma discussão do Abismo Bíblico, como o Tehom-Rabba, e sua relação com o Dilúvio faziam parte do Teoria Sagrada da Terra de Thomas Burnet.
Na Parábola do Homem Rico e Lázaro, há um abismo entre os justos mortos e os ímpios mortos no Sheol.
No Livro do Apocalipse, Abaddon é chamado de "anjo do abismo".